# Молодецька сільська адміністрація
Молоде́цька сільська адміністрація (каз. Молодецкий ауылдық әкімдігі, рос. Молодецкая сельская администрация) — адміністративна одиниця у складі Бухар-Жирауського району Карагандинської області Казахстану. Адміністративний центр та єдиний населений пункт — село Жанаталап.
Населення — 920 осіб (2021; 1140 у 2009, 1184 у 1999, 1086 у 1989).
Станом на 1989 рік село Молодецьке перебувало у складі Ростовської сільської ради. 2010 року Молодецький сільський округ перетворено в сільську адміністрацію.